# Awvee Storey
Awvee Storey (* 18. April 1977 in Chicago) ist ein US-amerikanischer Basketballtrainer und ehemaliger -spieler.

## Werdegang

### Spieler
Über die Proviso West High School in Hillside (US-Bundesstaat Illinois) und die New Hampton Prep School kam Storey 1997 an die University of Illinois. Nach einem Hochschulwechsel war er ab 1999 für die Mannschaft der Arizona State University spielberechtigt. Bis 2002 erzielte er für Arizona State in 85 Einsätzen im Schnitt 10,1 Punkte und 7,1 Rebounds je Begegnung.
Der für seine Sprungkraft, seine Stärke beim Rebound sowie seine vielseitige Verwendbarkeit in der Verteidigung bekannte Storey war als Berufsbasketballspieler zunächst in Südkorea beschäftigt. 2004 gelang ihm der Sprung in die NBA, er bestritt neun Spiele für die New Jersey Nets, im Dezember 2004 verlor er seinen Platz im Aufgebot der Mannschaft und spielte im weiteren Saisonverlauf in sieben Begegnungen für Idaho Stampede in der Continental Basketball Association.
Im Oktober 2005 gelang Storey die Rückkehr in die NBA, als ihn die Washington Wizards verpflichteten. Washington setzte ihn in 25 NBA-Spielen ein. In der Saison 2006/07 stand er bei den Dakota Wizards in der NBA Development League unter Vertrag. Anfang Januar 2007 wurde sein Vertrag aufgehoben und Storey vom Spielbetrieb der Liga ausgeschlossen, nachdem er im Dezember 2006 seinem Mannschaftskameraden Martynas Andriuskevicius in einer Trainingseinheit einen Schlag an den Kopf versetzt hatte. Andriuskevicius erlitt einen Schädelbruch, auf eine Anzeige gegen Storey verzichtete er.
Storey wechselte zum deutschen Bundesligisten New Yorker Phantoms Braunschweig, für den er Anfang Februar 2007 seinen Einstand in der Basketball-Bundesliga gab. In Braunschweig überzeugte Storey durch seine körperbetonte Spielweise insbesondere in der Verteidigungsarbeit, im Angriff gelangen ihm bis Mitte Mai 2007 in 16 Bundesliga-Einsätzen im Schnitt 10,8 Punkte.
Im Sommer 2007 erhielt Storey einen Vertrag von den Milwaukee Bucks, für die er im Laufe der Saison 2007/08 26 NBA-Einsätze verbuchte. Nach Arbeitsverträgen in China, Neuseeland und auf den Philippinen spielte Storey 2010 bei Limoges CSP in Frankreich vor, wurde aber nicht verpflichtet.

### Trainer
Storey wurde 2010 für die NBA-Mannschaft Washington Wizards tätig und war für Videosichtung zuständig, ab 2011 arbeitete er sieben Jahre für die Washington Mystics in der WNBA. Zu seinem Arbeitsbereich gehörten neben der Gegnersichtung auch Trainingsinhalte, darunter das Arbeiten an der Weiterentwicklung der Spielerinnen. Mitte Januar 2018 wurde er von Chicago Sky aus der WNBA als Assistenztrainer verpflichtet.
In der Saison 2018/19 war er Assistenztrainer der Mannschaft Capital City Go-Go in der NBA-G-League. 2019 stieß er zum Trainerstab der Connecticut Sun (WNBA), in dem er die Zuständigkeit für die Weiterentwicklung der Spielerinnen erhielt. In dem Amt trug er 2019 zum Erreichen der WNBA-Endspielserie bei. Er arbeitete auch als Assistenztrainer für die Maine Celtics in der NBA-G-League.